# Epilobium kermodei
Epilobium kermodei är en dunörtsväxtart som beskrevs av John Earle Raven. Epilobium kermodei ingår i släktet dunörter, och familjen dunörtsväxter. Inga underarter finns listade i Catalogue of Life.